# Sendang (Sendang)
Sendang is een bestuurslaag in het regentschap Tulungagung van de provincie Oost-Java, Indonesië. Sendang telt 2809 inwoners (volkstelling 2010).